# Ella in Berlin: Mack the Knife
Ella in Berlin: Mack the Knife (с англ. — «Элла в Берлине: Мэкки-Нож») — концертный альбом американской джазовой певицы Эллы Фицджеральд, записанный во время её выступления в Берлине 13 февраля 1960 года и выпущенный на лейбле Verve Records под номером MG VS-64041. В 1993 году Verve перевыпустили запись в формате CD под номером Verve 314 519 564-2.
Данная запись примечательна тем, что является одной из наиболее успешных работ Фицджеральд. Во время исполнения песни «Mack the Knife» певица забыла слова, но настолько хорошо сымпровизировала, что в итоге получила две премии «Грэмми» в номинациях «Лучшее женское вокальное исполнение (сингл)» и «Лучшее женское вокальное исполнение (альбом)». Хрестоматийной в истории джаза стала 6-минутная импровизация на песню «How high the moon», в которую Фицджеральд искусно вплела цитаты из двадцати различных джазовых стандартов.
В 1999 году Ella in Berlin: Mack the Knife был введён в Зал славы «Грэмми».

## Список композиций
| №                   | Название              | Текст песни                 | Музыка              | Длительность |
| ------------------- | --------------------- | --------------------------- | ------------------- | ------------ |
| 1.                  | «Gone with the Wind»  | Херб Магидсон               | Элли Врубель        | 2:25         |
| 2.                  | «Misty»               | Джонни Берк                 | Эрролл Гарнер       | 2:38         |
| 3.                  | «The Lady Is a Tramp» | Лоренц Харт                 | Ричард Роджерс      | 2:40         |
| 4.                  | «The Man I Love»      | Айра Гершвин                | Джордж Гершвин      | 3:42         |
| 5.                  | «Summertime»          | Айра Гершвин, Дюбоз Хейуорд | Джордж Гершвин      | 3:02         |
| Общая длительность: | Общая длительность:   | Общая длительность:         | Общая длительность: | 14:27        |

| №                   | Название            | Текст песни         | Музыка              | Длительность |
| ------------------- | ------------------- | ------------------- | ------------------- | ------------ |
| 6.                  | «Too Darn Hot»      | Коул Портер         | Коул Портер         | 3:17         |
| 7.                  | «Lorelei»           | Айра Гершвин        | Джордж Гершвин      | 3:27         |
| 8.                  | «Mack the Knife»    | Бертольт Брехт      | Курт Вайль          | 4:39         |
| 9.                  | «How High the Moon» | Нэнси Гамильтон     | Морган Льюис        | 6:58         |
| Общая длительность: | Общая длительность: | Общая длительность: | Общая длительность: | 18:21        |

## Участники записи
- Элла Фицджеральд — вокал.
- Пол Смит — фортепиано.
- Джим Холл — гитара.
- Уилфред Мидлбрукс — контрабас.
- Гас Джонсон — барабаны.